# Culex hainanensis
Culex hainanensis är en tvåvingeart som beskrevs av Chen 1977. Culex hainanensis ingår i släktet Culex och familjen stickmyggor. Inga underarter finns listade i Catalogue of Life.